# 无何
无何，又作无何允，东汉中期雁门郡（治今山西朔州市东南夏关城）乌桓人。
无何是乌桓首领，为率众王。汉安帝永初三年（109年）秋，无何与鲜卑大人丘伦、南匈奴骨都侯率领大军七千骑。攻打汉朝的五原郡，在高渠谷与五原太守交战，击败汉军，杀死郡中长吏。后来朝廷派车骑将军何熙、度辽将军梁慬将他击败，无何请降，回到塞外。